# Гербиц
Гербиц (нем. Gerbitz) — населённый пункт в Германии, в земле Саксония-Анхальт. Входит в состав города Нинбург
Население составляет 627 человек (на 31 декабря 2008 года). Занимает площадь 9,02 км².
Впервые упоминается в 1324 году.
До начала XXI века Гербиц имел статус общины (коммуны). 1 января 2010 года вошёл в состав города Нинбург.